# Benevides (ort)
Benevides är en ort i Brasilien.   Den ligger i kommunen Benevides och delstaten Pará, i den nordöstra delen av landet, 1 600 kilometer norr om huvudstaden Brasília. Benevides ligger 31 meter över havet och antalet invånare är 49 794.
Terrängen runt Benevides är platt. Runt Benevides är det glesbefolkat, med 15 invånare per kvadratkilometer.. Närmaste större samhälle är Ananindeua, 14,2 kilometer väster om Benevides.
Omgivningarna runt Benevides är en mosaik av jordbruksmark och naturlig växtlighet.